# Lluís López
Lluís López Mármol (Sant Joan de Vilatorrada, 5 marzo 1997) è un calciatore spagnolo, difensore dello Shandong Taishan.

## Caratteristiche tecniche
È un difensore centrale.

## Carriera
Cresciuto nel settore giovanile dell'Espanyol, ha esordito in prima squadra il 1º novembre 2018 disputando l'incontro di Coppa del Re perso 2-1 contro il Cadice. 
Il 18 agosto 2021 rescinde il proprio contratto con il club catalano per poi accasarsi al Real Saragozza, militante nella Segunda División.
Al termine della stagione 2024-2025, dopo quattro stagioni in Segunda División con il Real Saragozza, una volta scaduto il contratto che lo lega alla squadra aragonese, López si trasferisce a parametro zero nel campionato cinese, firmando con lo Shandong Taishan.

## Statistiche
Statistiche aggiornate al 26 febbraio 2019.

### Presenze e reti nei club
| Stagione        | Squadra         | Campionato      | Campionato | Campionato | Coppe nazionali | Coppe nazionali | Coppe nazionali | Coppe continentali | Coppe continentali | Coppe continentali | Altre coppe | Altre coppe | Altre coppe | Totale | Totale | Totale |
| Stagione        | Squadra         | Comp            | Pres       | Reti       | Comp            | Pres            | Reti            | Comp               | Pres               | Reti               | Comp        | Pres        | Reti        | Pres   | Reti   |        |
| --------------- | --------------- | --------------- | ---------- | ---------- | --------------- | --------------- | --------------- | ------------------ | ------------------ | ------------------ | ----------- | ----------- | ----------- | ------ | ------ | ------ |
| 2015-2016       | Espanyol B      | SDB             | 29         | 3          |                 | -               | -               |                    | -                  | -                  |             | -           | -           | 29     | 3      |        |
| 2016-2017       | Espanyol B      | SDB             | 34         | 0          |                 | -               | -               |                    | -                  | -                  |             | -           | -           | 34     | 0      |        |
| 2018-2019       | Espanyol B      | SDB             | 21         | 1          |                 | -               | -               |                    | -                  | -                  |             | -           | -           | 21     | 1      |        |
| 2018-2019       | Espanyol        | PD              | 4          | 0          | CR              | 4               | 0               |                    | -                  | -                  |             | -           | -           | 8      | 0      |        |
| Totale carriera | Totale carriera | Totale carriera | 88         | 4          |                 | 4               | 0               |                    | -                  | -                  |             | -           | -           | 92     | 4      |        |

## Palmarès

### Club

#### Competizioni nazionali
- Segunda División: 1

Espanyol: 2020-2021